# Espressivo
Espressivo is een Italiaanse muziekterm met betrekking tot de manier waarop een stuk of passage uitgevoerd dient te worden. Men kan de term vertalen als met expressie of als met uitdrukking. Dit betekent dus dat, als deze aanwijzing wordt gegeven, men met uitdrukking zal moeten spelen. Deze aanwijzing heeft dus vooral betrekking op de voordracht van een stuk. Met de term bedoelt men vooral dat een bepaalde emotie tot uitdrukking moet komen, dit in tegenstelling tot een zeer statische voordracht.
De aanwijzing espansivo heeft ongeveer dezelfde betekenis, maar wordt gebruikt indien de gevraagde emotie in iets grotere mate tot uitdrukking dient te komen.
Er zijn ook andere, minder gebruikelijke aanwijzingen met (ongeveer) dezelfde betekenis als espressivo. Dit zijn accarezzévole en con espressione (met expressie).